# Fredriksorden

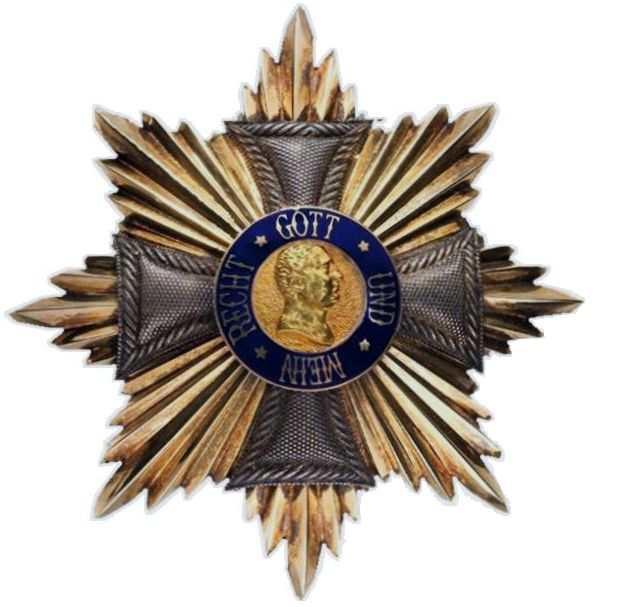
Kraschan.

Fredriksorden (tyska: Friedrichs-Orden) var en förtjänstorden i Kungariket Württemberg instiftad den 1 januari 1830 av kung Vilhelm I till minne av hans fader kung Fredrik I. Ordenstecknet, som bäres i blått band, utgörs av ett vitemaljerat kors med guldstrålar mellan armarna; i mittfältet konung 
Fredriks bröstbild omgiven av en blåemaljerad rand med inskriften: Friedrich könig von Wiirttemberg. På baksidan, på vit botten, står Dem verdienst ("Åt förtjänsten") och på den blå randen Fredriks valspråk: Gott und mein recht ("Gud och min rätt"); för de lägre graderna ett krönt F; riddarkorset av 2:a klass är av silver och utan strålar.
År 1918 i och med slutet av monarkin innebar avskaffandet av orden.